# جاناتان وی. لاست
جاناتان وی. لاست (انگلیسی: Jonathan V. Last؛ زادهٔ ۶ مهٔ ۱۹۷۴) روزنامه‌نگار اهل ایالات متحده آمریکا است.